# Order and Chaos 2: Redemption
Order and Chaos 2: Redemption est un jeu de rôle fantastique en ligne massivement multijoueur développé par Gameloft pour les appareils Microsoft Windows, Windows Phone, iOS et Android. Le jeu est sorti le 16 septembre 2015 et succède à Order & Chaos Online.